# فيكتور غوميس
فيكتور غوميس (بالإسبانية: Víctor Gomis)‏ (1 نوفمبر 1982 كريفايلنت إسبانيا - ) هو لاعب كرة قدم إسباني، يلعب كمدافع، لعب 291 مباراة وسجل 9 أهداف.

## مسيرته

### مسيرته مع الأندية
- 2003 - 2004 لعب مع Villajoyosa CF [الإنجليزية]‏ 26 مباراة.
- 2003 - 2008 لعب مع نادي إلتشي 45 مباراة سجل خلالها هدف.
- 2004 - 2005 لعب مع رايو فايكانو 18 مباراة سجل خلالها هدفين.
- 2008 - 2009 لعب مع بوليديبورتيفو إيخيذو 24 مباراة سجل خلالها هدف.
- 2009 - 2009 لعب مع Crevillente Deportivo [الإنجليزية]‏ 18 مباراة سجل خلالها 4 أهداف.
- 2009 - 2010 لعب مع نادي سمورة 20 مباراة سجل خلالها هدف.
- 2010 - 2011 لعب مع نادي كاستييون 21 مباراة.
- 2011 - 2012 لعب مع النادي الرياضي بدانية 32 مباراة.
- 2012 - 2015 لعب مع Huracán Valencia CF [الإنجليزية]‏ 87 مباراة.

## روابط خارجية
- فيكتور غوميس على موقع قاعدة بيانات كرة القدم.إي يو (الإنجليزية)
- فيكتور غوميس على موقع Soccerway.com (الإنجليزية)